# Cabuna
Cabuna je naselje u Republici Hrvatskoj, u sastavu Općine Suhopolje, Virovitičko-podravska županija.

## Povijest
Selo je bilo pogođeno velikosrpskim napadom za vrijeme velikosrpske agresije na Hrvatsku. 12. studenoga 1991. borbeno zrakoplovstvo JNA raketiralo je vlak u ovom selu, pri čemu je oštećena pruga i nekoliko vagona te ranjeno nekoliko civila.

## Stanovništvo
Prema popisu stanovništva iz 2001. godine, naselje je imalo 897 stanovnika te 315 obiteljskih kućanstava.
| broj stanovnika | 591   | 778   | 894   | 1018  | 1188  | 1184  | 1122  | 1229  | 1137  | 1118  | 1164  | 1153  | 983   | 897   | 897   | 787   | 606   |
|                 | 1857. | 1869. | 1880. | 1890. | 1900. | 1910. | 1921. | 1931. | 1948. | 1953. | 1961. | 1971. | 1981. | 1991. | 2001. | 2011. | 2021. |